# Numerele de înmatriculare auto în Irlanda
Numerele de înmatriculare sunt compuse din două cifre care indică anul de înregistrare, una sau două litere care indică județul în limba engleză și orașului de plecare sau un număr secvențial începând de la zero, în fiecare an 1.

Exemplu număr din Dublin

Lista județelor din Irlanda în limba engleză:
- C - Cork
- CE - Clare
- CN - Cavan
- CW - Carlow
- D - Dublin
- DL - Donegal
- G - Galway
- KE - Kildare
- KK - Kilkenny
- KY - Kerry
- L - Limerick
- LD - Longford
- LH - Louth
- LK - Limerick
- LM - Leitrim
- LS - Laois
- MH - Meath
- MN - Monaghan
- MO - Mayo
- OY - Offaly
- RN - Roscommon
- SO - Sligo
- TN - North Tipperary
- TS - South Tipperary
- W - Waterford
- WD - Waterford
- WH - Westmeath
- WW - Wiclow
- WX - Wexford